# Römnitz
Römnitz ist eine Gemeinde im Kreis Herzogtum Lauenburg in Schleswig-Holstein am Ostufer des Ratzeburger Sees. Hohenleuchte und Kalkhütte liegen im Gemeindegebiet.

## Geschichte
Römnitz wurde im Mittelalter gegründet und wurde früher auch als „Dorf des lustigen Volkes/Dorf der lustigen Brüder“ bezeichnet. Bereits 1194 wurde Römnitz als Rodemozle im Isfriedschen Teilungsvertrag erstmals urkundlich erwähnt. Der Name ist slawischer Herkunft.
Die vormals mecklenburgische Gemeinde gehörte seit 1945 zur britischen Besatzungszone (Barber-Ljaschtschenko-Abkommen) und somit seit 1949 zur Bundesrepublik Deutschland. Der Ortskern wird auch heute noch von der Domäne Römnitz geprägt, einer mecklenburgischen Staatsdomäne von 231 Hektar, die bis 1990 von der Bundesrepublik Deutschland verwaltet wurde. Auf der Domäne war vor dem Barber-Ljaschtschenko-Abkommen schon im September 1945 die Bodenreform durchgeführt worden, bei der insgesamt 29 Siedler je etwa 20 Morgen Land zugeteilt bekommen hatten. Die britische Besatzungsmacht sah aber das Domanialvermögen als nach Militärregierungsgesetz Nr. 52 beschlagnahmt und, ebenso wie in Folge Kreis und Land, die Bodenreform als nichtig an, jedenfalls hinsichtlich der Übertragung von Eigentum, was zu langwierigen Verhandlungen mit den Siedlern und zu gerichtlichen Auseinandersetzungen bis zum Bundesgerichtshof führte. Ab 1961 kam es dann zu Abfindungsverhandlungen mit den Siedlern, die 1964 erfolgreich abgeschlossen wurden.

## Politik
Da die Gemeinde weniger als 70 Einwohner hat, hat sie eine Gemeindeversammlung anstelle einer Gemeindevertretung; dieser gehören alle Bürger der Gemeinde an.

### Wappen
Blasonierung: „Über einem erhöhten blauen Wellenschildfuß, belegt mit zwei silbernen Wellenbalken, eine eingebogene goldene Spitze bis zum Schildhaupt, rechts in Blau drei gebündelte, fächer-förmig gestellte goldene Ähren, links in Rot ein silbernes Kreuz mit darüber schwebender goldener Krone.“

## Verkehr
Es besteht über Straßen eine direkte Verbindung zur Hansestadt Lübeck und zur Kreisstadt Ratzeburg. Es besteht Busverkehr nach Mechow, Bäk und Ratzeburg.
Zusätzlich ist Römnitz durch Schiffsverkehr auf dem Ratzeburger See zu erreichen und zahlreiche Wanderwege führen direkt um den Ratzeburger See.

## Einzelnachweise

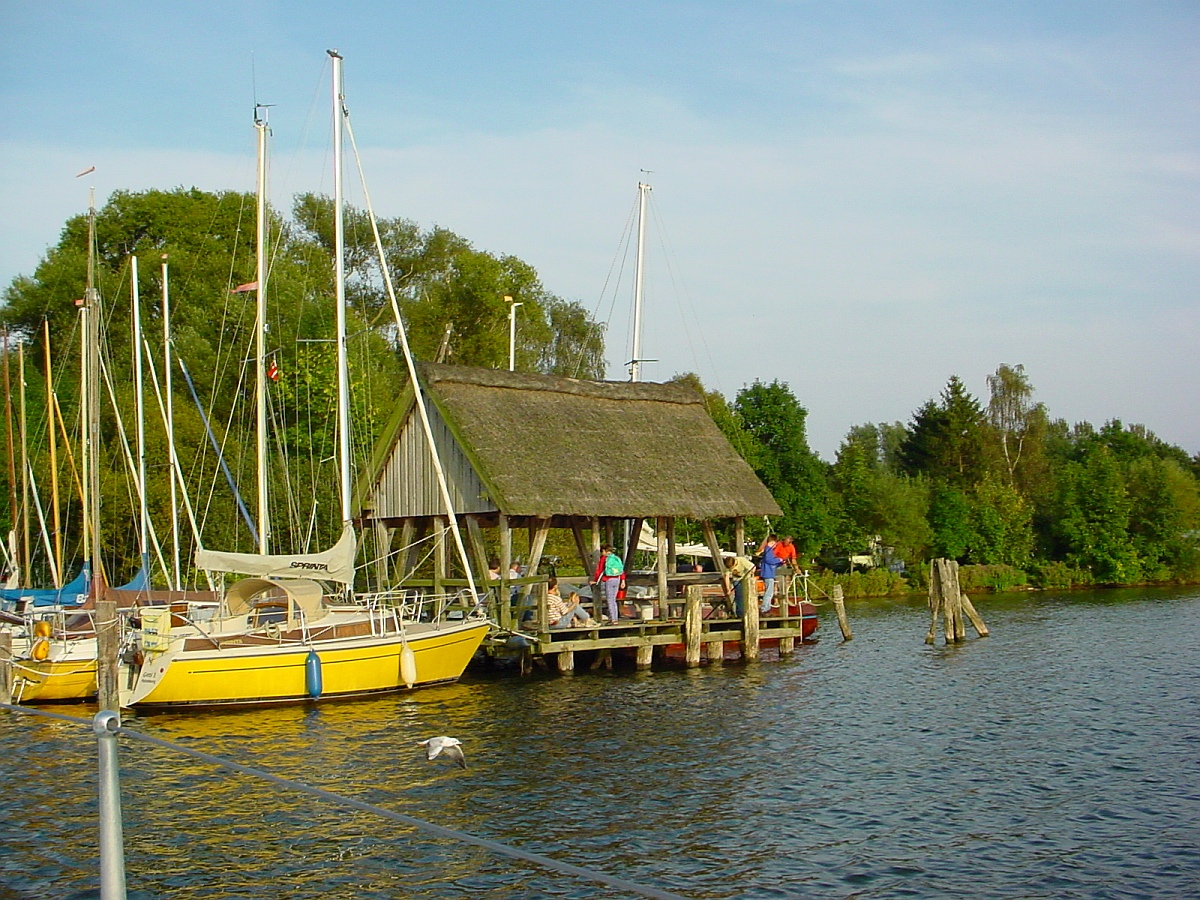
Bootsanleger Römnitzer Mühle